# Modern Life Is Rubbish
Modern Life Is Rubbish är det brittiska rockbandet Blurs andra musikalbum, utgivet 10 maj 1993. Trots att deras debutalbum Leisure (1991) hade höga försäljningssiffror, glömdes det snabbt bort av publiken. Hemkomna från en misslyckad USA-turné där spelningarna fick dåliga betyg, såg de hur det rivaliserande bandet Suede steg i popularitet, vilket ytterligare förminskade Blurs status i Storbritannien. Modern Life Is Rubbish föddes som reaktion mot det amerikanska och andas brittisk kultur och karaktärsdrivna texter om vardagsrealism, inspirerad av författaren Martin Amis satiriska romaner. Skivan låter mognare än föregångaren Leisure och bjuder på många rocklåtar som "Colin Zeal" och "Advert". Detta album kan ses som ett avstamp till britpopvågen.
Singlar från albumet är "For Tomorrow", "Chemical World" samt "Sunday Sunday".

## Låtlista
Alla sånger av Damon Albarn, Graham Coxon, Alex James och Dave Rowntree.
1. "For Tomorrow" - 4:19
2. "Advert" - 3:45
3. "Colin Zeal" - 3:16
4. "Pressure on Julian" - 3:31
5. "Star Shaped" - 3:26
6. "Blue Jeans" - 3:54
7. "Chemical World" - 3:45
  - "Intermission" - 2:29
8. "Sunday Sunday" - 2:38
9. "Oily Water" - 5:00
10. "Miss America" - 5:34
11. "Villa Rosie" - 3:55
12. "Coping" - 3:24
13. "Turn It Up" - 3:21
14. "Resigned" - 5:14
  - "Commercial Break" - 0:55